# 莱诺瓦
莱诺瓦，是西班牙巴伦西亚自治区巴伦西亚省的一个市镇。总面积8平方公里，总人口1034人（2001年），人口密度129人/平方公里。